# De missie
De missie is een single van de Nederlandse youtuber Kalvijn uit 2019.

## Achtergrond
De missie is geschreven door Jordy Buijs, Sacha Harland en Kelvin Boerma en geproduceerd door Sacha Harland en Dr Phunk. Het lied is ontstaan vanuit een challenge op het Youtube-kanaal van Kalvijn. Hier was de missie om een nummer 1-hit in 24 uur te schrijven. De videoclip van het lied is opgenomen op festivalterrein Thuishaven. Ook de videoclip is gemaakt in 24 uur. Hiervoor had hij onder andere een vuurspuwer, freerunners en een danscrew geregeld. De single heeft in Nederland de gouden status.

## Hitnoteringen
De missie om een nummer 1-hit te maken slaagde niet. Het lied kwam wel in een Nederlandse hitlijst terecht. Het kwam binnen op de zevende plaats in de Single Top 100, om daarna twee weken te zakken en de lijst te verlaten. De Nederlandse Top 40 werd niet gehaald, maar het bleef steken op de tweede plaats van de Tipparade. Ook in België was er een notering in de Ultratip 100 van de Vlaamse Ultratop 50, waar het tot de 42e plek kwam.